# Josef Becker (Historiker)
Josef Becker (* 6. Februar 1931 in Buchen (Baden); † 3. November 2021 in Neusäß-Westheim) war ein deutscher Historiker und ehemaliger Präsident der Universität Augsburg.

## Leben
Josef Becker, Sohn von Cordula Becker, geborene Trunzer, und des Lehrers Joseph Becker, studierte Geschichte, Germanistik und Romanistik (insbesondere Französisch) an den Universitäten Freiburg, München, Paris und Heidelberg. 1958 wurde er bei Walther Peter Fuchs von der Philosophischen Fakultät in Heidelberg promoviert. Danach arbeitete er von 1958 bis 1962 als Wissenschaftlicher Assistent an der TH Karlsruhe und von 1962 bis 1973 als solcher und als Dozent an der Universität Erlangen-Nürnberg. 1969 habilitierte er sich in Erlangen. Seit 1973 lehrte er als ordentlicher Professor für Neuere und Neueste Geschichte an der Universität Augsburg. Von 1984 bis 1991 war er Präsident der Universität Augsburg. 1996 wurde Becker emeritiert. Er war seit 1974 Korrespondierendes Mitglied der Kommission für geschichtliche Landeskunde in Baden-Württemberg und seit 1979 Mitglied der Kommission für Zeitgeschichte. Seit 1986 war er Mitglied der Schwäbischen Forschungsgemeinschaft. Josef Becker war katholisch, ab 1959 mit Ruth Becker, geborene Capell, verheiratet und hatte drei Kinder (Georg, Tilman und Ulrich). Er wohnte und starb in Neusäß-Westheim.

## Auszeichnungen
- 1981 Ehrendoktor der Universität Metz (Lothringen)
- Ehrenpräsident des Deutsch-Französischen Komitees für die Erforschung der deutschen und französischen Geschichte des 19. und 20. Jahrhunderts
- 2010 Ordre des Palmes Académiques

## Schriften (Auswahl)
- Liberaler Staat und Kirche in der Ära von Reichsgründung und Kulturkampf. Geschichte und Strukturen ihres Verhältnisses in Baden 1860–1876 (= Veröffentlichungen der Kommission für Zeitgeschichte, Bd. 14), Mainz 1973.
- Badische Geschichte. Vom Großherzogtum bis zur Gegenwart. 2. Aufl. Theiss, Stuttgart 1987, ISBN 3-8062-0213-3.

Herausgeberschaften
- Heinrich Köhler. Lebenserinnerungen des Politikers und Staatsmannes 1878–1949. Kohlhammer, Stuttgart 1964.
- Wissenschaft zwischen Forschung und Ausbildung. Ansprachen und Vorträge anlässlich der Errichtung der Philosophischen Fachbereiche I und II der Universität Augsburg 26. April bis 3. Mai 1974. Vögel, München 1975.
- mit Theo Stammen und Peter Waldmann: Vorgeschichte der Bundesrepublik Deutschland. Zwischen Kapitulation und Grundgesetz. München 1979; 2., überarbeitete Auflage. 1987.
- Dreißig Jahre Bundesrepublik – Tradition und Wandel. München 1979.
- mit Klaus Hildebrand: Internationale Beziehungen in der Weltwirtschaftskrise 1929–1933. München 1980.
- mit Ruth Becker: Hitlers Machtergreifung 1933. Dokumente vom Machtantritt Hitlers 30. Januar 1933 bis zur Besiegelung des Einparteienstaates 14. Juli 1933. München 1983; 2., durchgesehene Auflage ebenda 1992.
- mit Andreas Hillgruber: Die Deutsche Frage im 19. und 20. Jahrhundert. München 1983.
- 1933 – Fünfzig Jahre danach. Die nationalsozialistische Machtergreifung in historischer Perspektive, München 1983.
- mit Franz Knipping: Power in Europe? Great Britain, France, Italy and Germany in a Postwar World 1945–1950, Berlin u. a. 1986.
- mit Rainer-Olaf Schultze: Im Spannungsfeld des Atlantischen Dreiecks. Kanadas Außenpolitik nach dem Zweiten Weltkrieg, Bochum 1989.
- Wiedervereinigung in Mitteleuropa. Außen- und Innenansichten zur staatlichen Einheit Deutschlands, München 1992.
- Bismarcks spanische „Diversion“ 1870 und der preußisch-deutsche Reichsgründungskrieg. Quellen zur Vor- und Nachgeschichte der Hohenzollern-Kandidatur für den Thron in Madrid 1866–1932, 3 Bände, Paderborn 2002–2008.